# Выборы в Сенат США в Южной Дакоте (2022)
Выборы в Сенат США в Южной Дакоте состоялись 8 ноября 2022 года. Победитель представит штат в верхней палате Конгресса США. Действующий сенатор-республиканец Джон Тьюн, который являлся лидером меньшинства в Сенате, баллотировался на переизбрание.
Внутрипартийные выборы в Южной Дакоте состоялись 7 июня. По результатам всеобщих выборов Тьюн был переизбран на четвёртый срок.

## Праймериз Республиканской партии
23 декабря 2020 года Дональд Трамп заявил, что намерен представить кандидата в противовес Тьюну, так как он отказался поддержать оспаривание результатов президентских выборов 2020 года. Губернатор Южной Дакоты Кристи Ноэм заявила, что не будет бороться за место в Сенате. 1 января 2021 года Трамп написал в Твиттере, что Ноэм должна бросить вызов Тьюну на праймериз, однако Ноэм предпочла баллотироваться на переизбрание на пост губернатора.

### Кандидаты

#### Номинант
- Джон Тьюн — действующий сенатор США от штата Южная Дакота (с 2005 года)[1]

#### Участники праймериз
- Марк Моури — музыкант, владелец ранчо[6]
- Брюс Уэйлен — администратор племени Оглала, бывший председатель Республиканской партии округа Оглала-Лакота, кандидат в Палату представителей США (2006)[7]

#### Снявшиеся с выборов
- Патрик Шуберт — руководитель отдела программного обеспечения[8]

#### Отказавшиеся от выдвижения
- Марти Джекли[англ.] — генеральный прокурор Южной Дакоты[англ.] (2009—2019), кандидат на пост губернатора Южной Дакоты (2018) (баллотируется на пост генерального прокурора)[9][10]
- Дасти Джонсон[англ.] — член Палаты представителей от Южной Дакоты (с 2019 года) (переизбирается)[11]
- Кристи Ноэм — губернатор Южной Дакоты (с 2019 года), член Палаты представителей от Южной Дакоты (2011—2019) (переизбирается)[4]

### Опросы
| Источник опроса               | Период проведения | Размер выборки | Уровень погрешности | Марк Моури | Джон Тьюн | Брюс Уэйлен | Другие/ Неопределившиеся |
| ----------------------------- | ----------------- | -------------- | ------------------- | ---------- | --------- | ----------- | ------------------------ |
| South Dakota State University | 2–15 мая 2022     | – (ПИ)         | –                   | 4%         | 46%       | 10%         | 41%                      |

| Источник опроса  | Период проведения | Размер выборки | Уровень погрешности | Дасти Джонсон | Кристи Ноэм | Джон Тьюн | Другие/ Неопределившиеся |
| ---------------- | ----------------- | -------------- | ------------------- | ------------- | ----------- | --------- | ------------------------ |
| Fabrizio Lee (R) | январь 2022       | 400 (ПИ)       | ±4,9%               | 30%           | –           | 47%       | 23%                      |
| Fabrizio Lee (R) | январь 2022       | 400 (ПИ)       | ±4,9%               | –             | 49%         | 40%       | 10%                      |

### Результаты

Результаты по округам:

| Кандидат | Кандидат            | Партия          | Голосов | %     |
| -------- | ------------------- | --------------- | ------- | ----- |
|          | Джон Тьюн (действ.) | Республиканская | 85 613  | 72,24 |
|          | Брюс Уэйлен         | Республиканская | 24 071  | 20,31 |
|          | Марк Моури          | Республиканская | 8827    | 7,45  |
| Всего    | Всего               | Всего           | 118 511 | 100   |

## Праймериз Демократической партии

### Кандидаты

#### Номинант
- Брайан Бенгс[англ.] — бывший профессор университета, ветеран ВВС[13]

#### Отказавшиеся от выдвижения
- Брендан Джонсон[англ.] — прокурор США в Южной Дакоте (2009—2015), сын бывшего сенатора США Тимоти Джонсона[14]
- Трой Хайнерт[англ.] — лидер меньшинства в Сенате Южной Дакоты[англ.][15]
- Стефани Херсет Сэндлин[англ.] — президент Университета Аугустана[англ.] (с 2017 года), член Палаты представителей от Южной Дакоты (2004—2011)[14]
- Билли Саттон[англ.] — лидер меньшинства в Сенате Южной Дакоты[англ.] (2015—2019), кандидат на пост губернатора (2018)[16]

## Либертарианская партия

### Кандидаты

#### Номинант
- Тамара Леснар — бизнесвумен[17]

## Всеобщие выборы

### Предвыборная статистика
Обозначения:
- Р — равенство
- НП — небольшое преимущество
- ДП — достаточное преимущество
- СП — существенное, но преодолимое преимущество
- ОП — огромное преимущество

| Источник                  | Рейтинг | По состоянию на: |
| ------------------------- | ------- | ---------------- |
| The Cook Political Report | ОП (Р)  | 22 сентября 2022 |
| Inside Elections          | ОП (Р)  | 23 сентября 2022 |
| Sabato's Crystal Ball     | ОП (Р)  | 31 августа 2021  |
| Politico                  | ОП (Р)  | 5 сентября 2022  |
| RealClearPolitics         | ОП (Р)  | 20 сентября 2022 |
| Fox News                  | ОП (Р)  | 20 сентября 2022 |
| DDHQ                      | ОП (Р)  | 12 сентября 2022 |
| 538                       | ОП (Р)  | 22 сентября 2022 |
| The Economist             | ОП (Р)  | 15 сентября 2022 |

### Опросы
| Источник опроса               | Период проведения             | Размер выборки | Уровень погрешности | Джон Тьюн (Р) | Брайан Бенгс (Д) | Другие | НИ  |
| ----------------------------- | ----------------------------- | -------------- | ------------------- | ------------- | ---------------- | ------ | --- |
| South Dakota State University | 28 сентября — 10 октября 2022 | 565 (ЗИ)       | ±4,0%               | 53%           | 28%              | –      | 20% |
| Lake Research Partners (D)    | 6–11 сентября 2022            | 400 (ПИ)       | ±4,9%               | 46%           | 33%              | 8%     | 11% |
| Moore Information Group (R)   | 14–19 марта 2022              | 400 (ПИ)       | ±5,0%               | 59%           | 24%              | 6%     | 11% |

### Результаты
| Кандидат | Кандидат            | Партия          | Голосов | %     |
| -------- | ------------------- | --------------- | ------- | ----- |
|          | Джон Тьюн (действ.) | Республиканская | 242 316 | 69,63 |
|          | Брайан Бенгс        | Демократическая | 91 007  | 26,15 |
|          | Тамара Леснар       | Либертарианская | 14 697  | 4,22  |
| Всего    | Всего               | Всего           | 348 020 | 100   |